# Lilla Lidingöbron

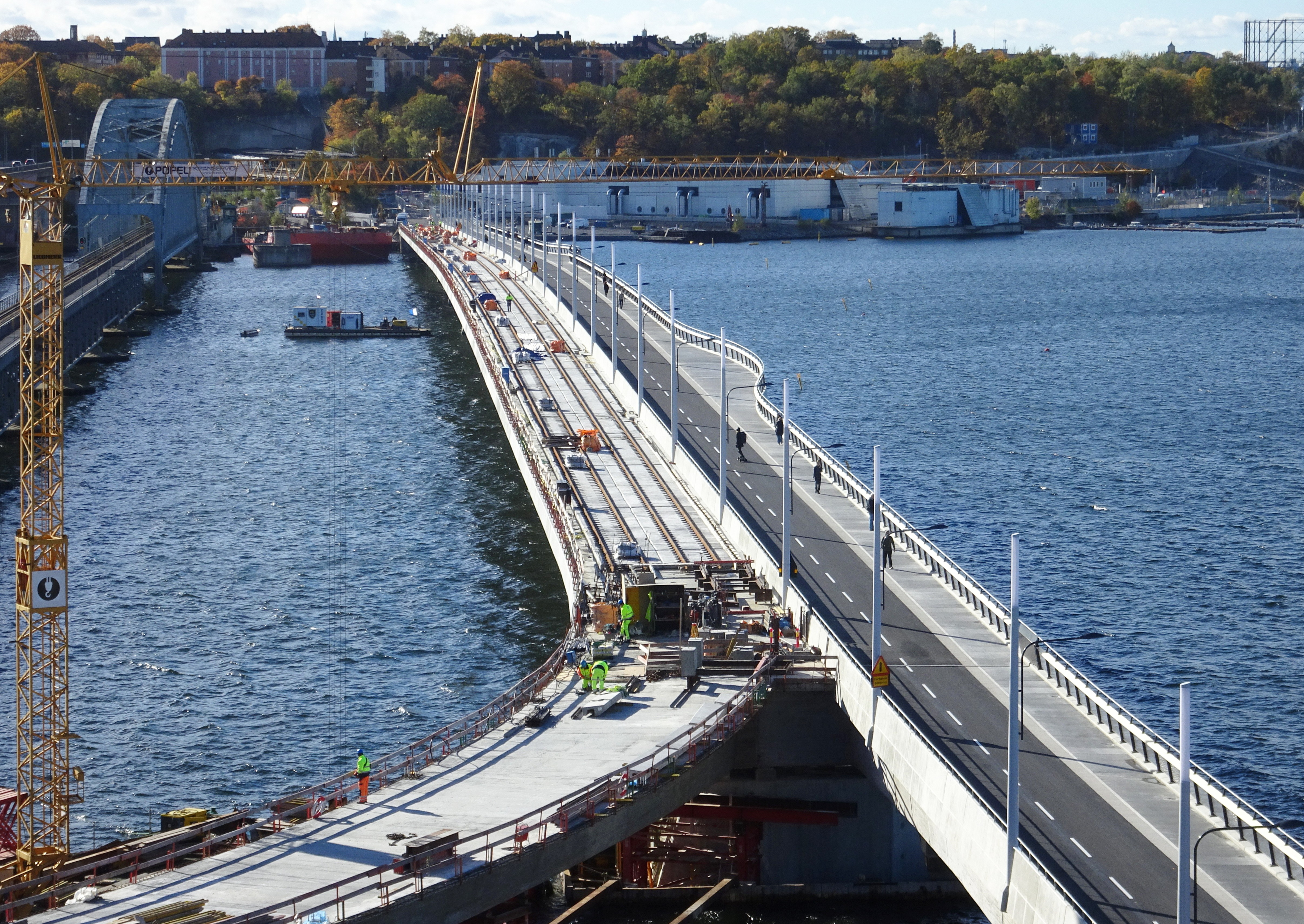
Lilla Lidingöbron på dagen för öppning av gång- och cykelbanan, 11 oktober 2022. Vy från Lidingö mot Stockholm.

Lilla Lidingöbron kallas en bro för gående och cyklister samt för Lidingöbanan som började byggas hösten 2018 och som ersätter Gamla Lidingöbron. Bron spänner över Lilla Värtan mellan Stockholms kommun och Lidingö kommun. Den 11 oktober 2022 öppnades gång- och cykelbanan för trafik. Lidingöbanan skulle börja trafikera bron under maj 2023 men på grund av tekniska problem har skedde trafikstart först 26 maj 2024.

## Bakgrund
Gamla Lidingöbron invigdes 20 maj 1925 och hade ett knappt sekel senare fallit för åldersstrecket. Undersökningar hade visat att det var mer ekonomiskt att bygga en ny bro än att renovera den gamla. I oktober 2012 fattade kommunstyrelsen i Lidingö stad beslut att ersätta bron med en ny konstruktion. I augusti 2014 offentliggjordes planer på den nya brons utformning och samtidigt beslutades att ge bron namnet ”Lilla Lidingöbron” som en pendang till ”Stora Lidingöbron”, alltså Nya Lidingöbron som färdigställdes i oktober 1971.

## Utförande

### Arkitektur
Inför bygget anlitades det brittiska arkitektkontoret Knight Architects som är specialist på brobyggen. Kontoret skulle formulera riktlinjer för bron. Huvudpunkterna i dessa riktlinjer var dels att få den nya bron att visuellt harmoniera med den intilliggande vägbron, dels att göra den 750 meter långa passagen över bron för fotgängare ”mindre monoton”. Knight Architects gestaltade bland annat brons belysning och broräcken samt brostödens utformning. Brostöden fick samma indelning som på intilliggande vägbron, det skulle underlätta navigering för dem som åker båt under de båda broarna.

### Konstruktion

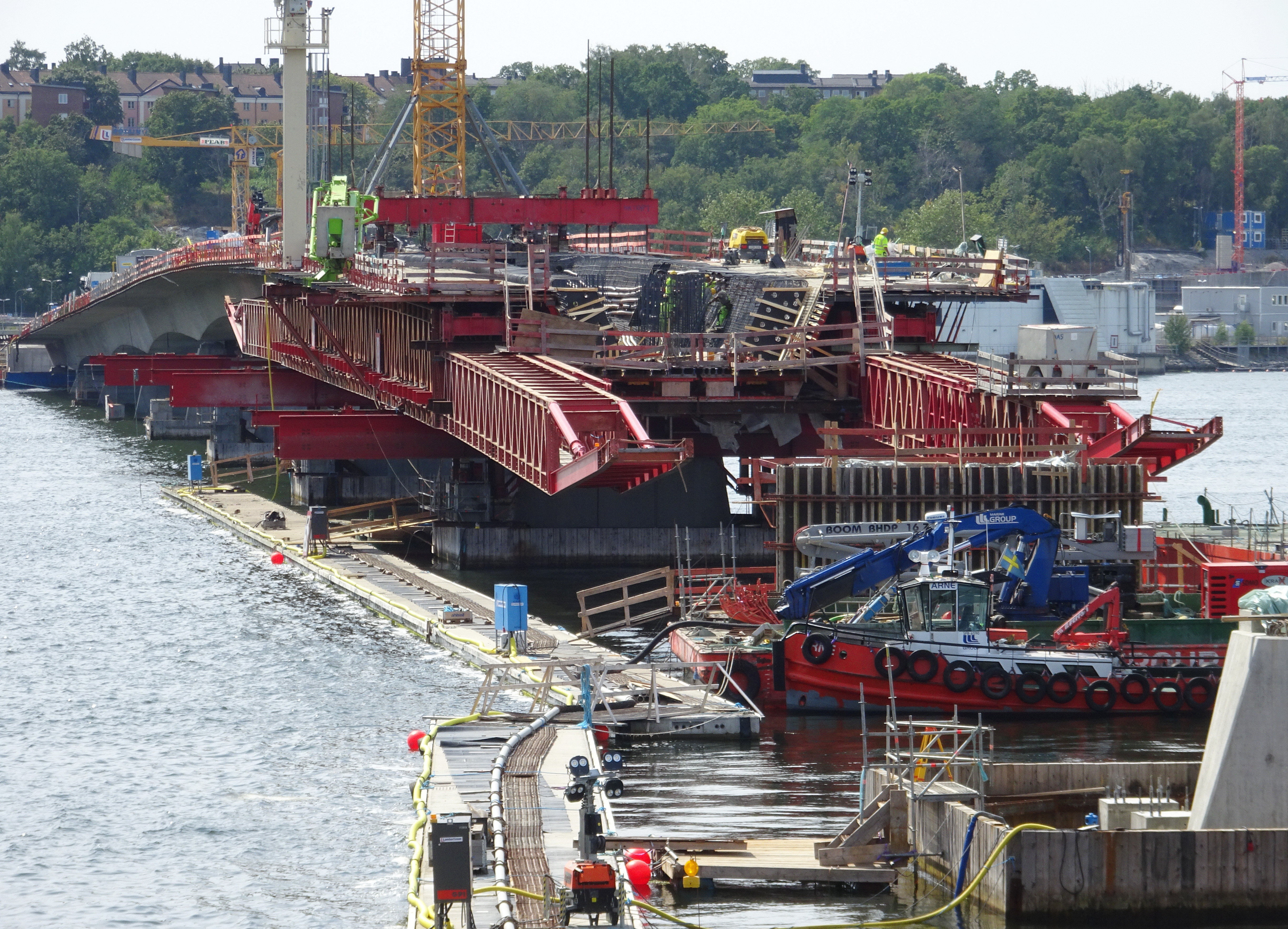
Bygget sett från Lidingö, juli 2021.

Lilla Lidingöbron byggs norr om Gamla Lidingöbron som kommer vara i drift till den nya färdigställts. Nya bron bli drygt 750 meter lång med 16 bropelare och 15 spann. Bredden är drygt 16 meter (yttermått), varav 8 meter för trafikområdet för Lidingöbanan med dubbelspår och 7,4 meter för gående och cyklister. Lilla Lidingöbron får en segelfri höjd på mellan 5,5 meter (Stockholmssidan) och 7 meter (Lidingösidan) och är inte öppningsbar. Högre fartyg får ta omvägen över Askrikefjärden. Den gamla hade en öppningsbar klaff på Stockholmssidan. Bron konstruerades som en spännarmerad betongbro med grundläggning för brostöden i vatten. Grundläggningen av brostöden blev en utmaning. Medelvattendjupet i Värtan är här omkring 20 meter och sedan är det ytterligare 20 meter ner till fast berg. Det krävdes pålning med totalt 198 stålpålar vilka har en diameter på 800 millimeter.
Broöverbyggnaden för Lilla Lidingöbron byggs i två riktningar: från Ropsten mot Lidingö och från Lidingö mot Ropsten. Sedan brostöden är färdigställda läggs en flyttbar formställning på ett stålfackverk mellan landfästet och första brostödet. Metoden kallas för MSS (movabel scaffolding system) och utvecklades i Österrike vid bygget av stora broar i Alperna. Därefter gjuts det första spannet av överbyggnaden och sedan spänns kablar för spännarmeringen upp i konstruktionen. När en gjutning är klar flyttas ställningen till nästa brostöd och så vidare. Själva broöverdelen är utformad som en ihålig låda. Vid tunga lyft assisterade pontonkranen Lodbrok som var med redan när Nya Lidingöbron byggdes 1968–1971.
Bron byggs på totalentreprenad av schweiziska byggföretaget Implenia som vann anbudstävlingen. I uppdraget ingår även rivning av den gamla bron.

### Park
På markområdet på Lidingösidan planeras en mindre park kallad Lidingö brostrand eller Brotorget. Förutom en säker trafikanslutning till och från den nya bron, skall området även innehålla möjligheter till båtliv och rekreation. Det finns även beslut på att låta återuppföra Ivar Tengboms lilla tempelliknande väntkur, kallat ”Vindarnas tempel”, som sedan 1925 står på gamla Brogrenen och nyttjades som vindskydd fram till slutet av 1960-talet.

### Bilder (konstruktion)

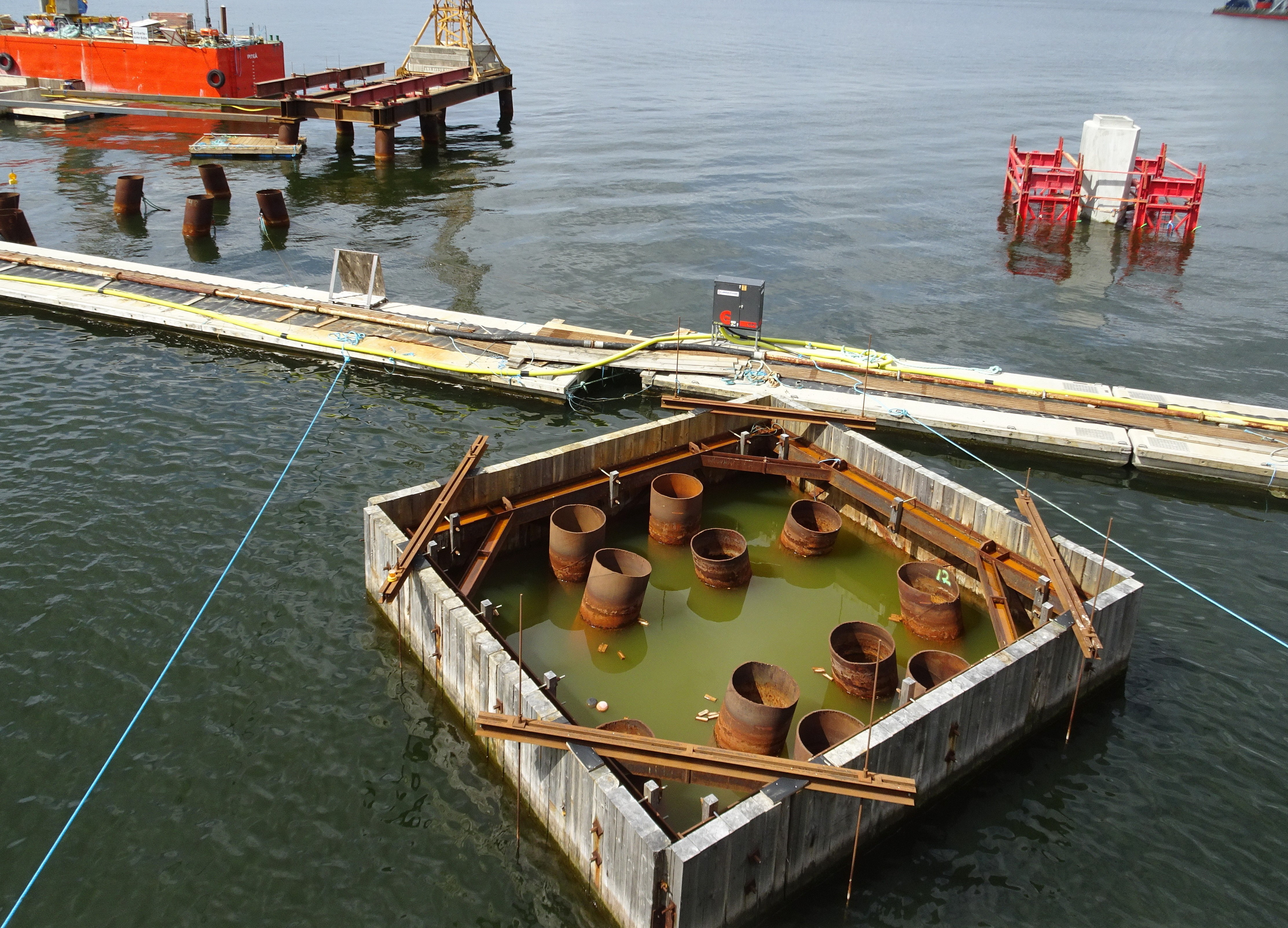
Pålskallarna i blivande brofundament nr 10, maj 2021.
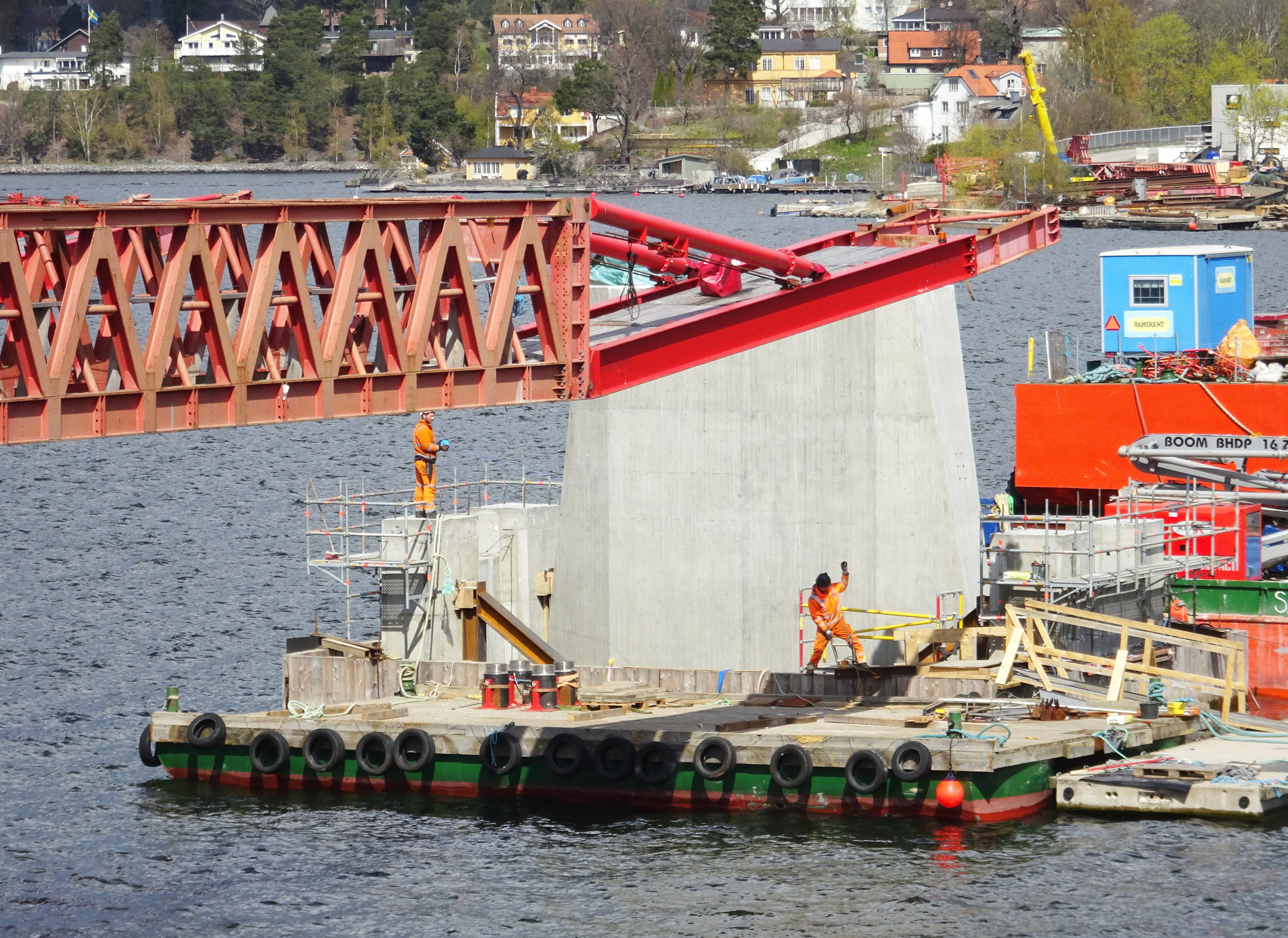
Stålfackverket för betongformen skjuts fram till färdig bropelare, maj 2021.
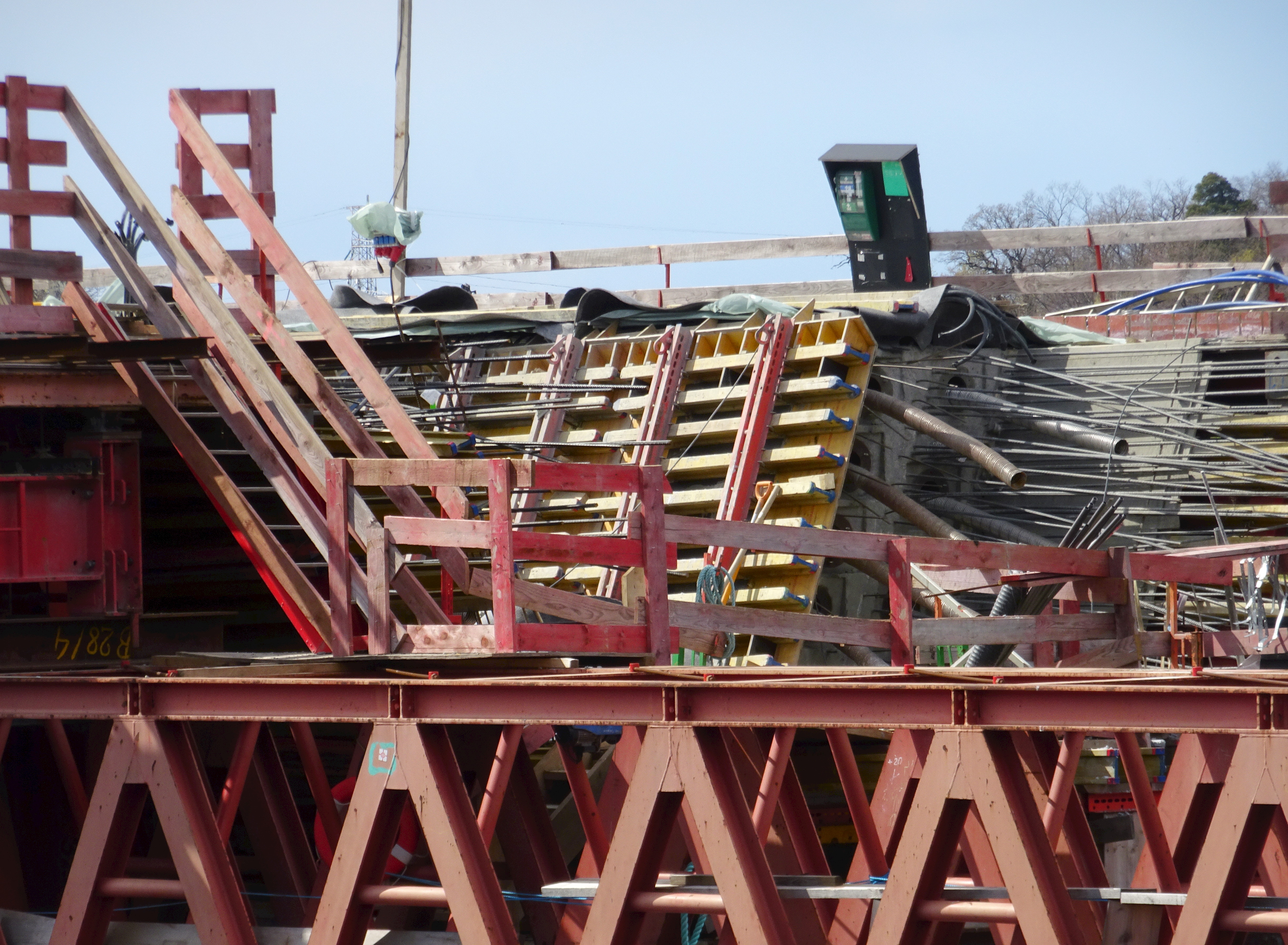
Brolådan och spännkablarna, maj 2021.
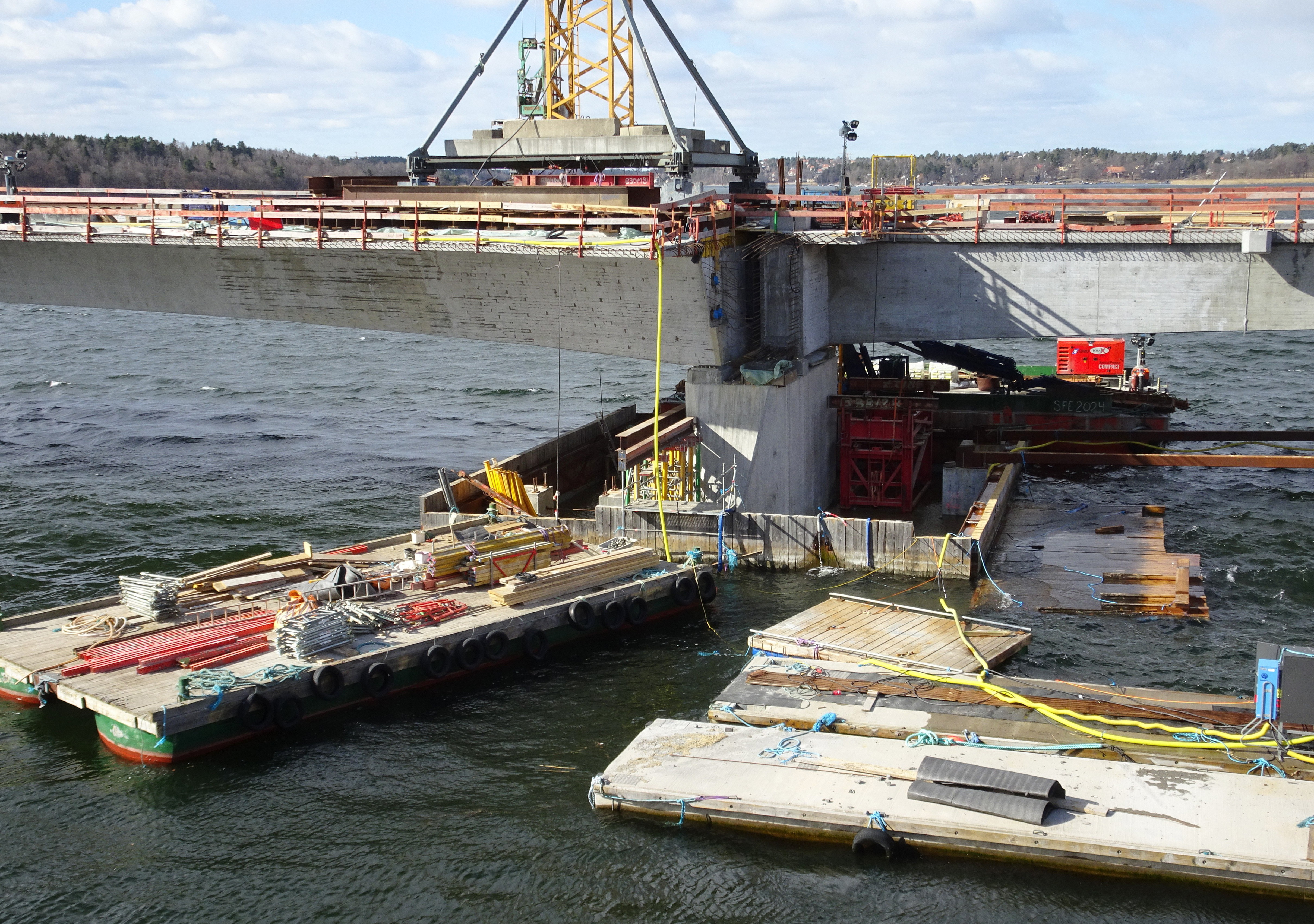
Brobanans delningspunkt vid pelare nr 10, mars 2022.

### Fakta
- Längd: 750 meter
- Bredd: 16 meter
- Segelfri höjd: 5,5 meter – 7 meter
- Byggherre: Lidingö stad
- Totalentreprenör: Implenia Sverige AB
- Arkitekt: Knight Architects
- Kostnad: 727 miljoner kronor
- Livslängd: 120 år

## Bilder

Stockholmssidan
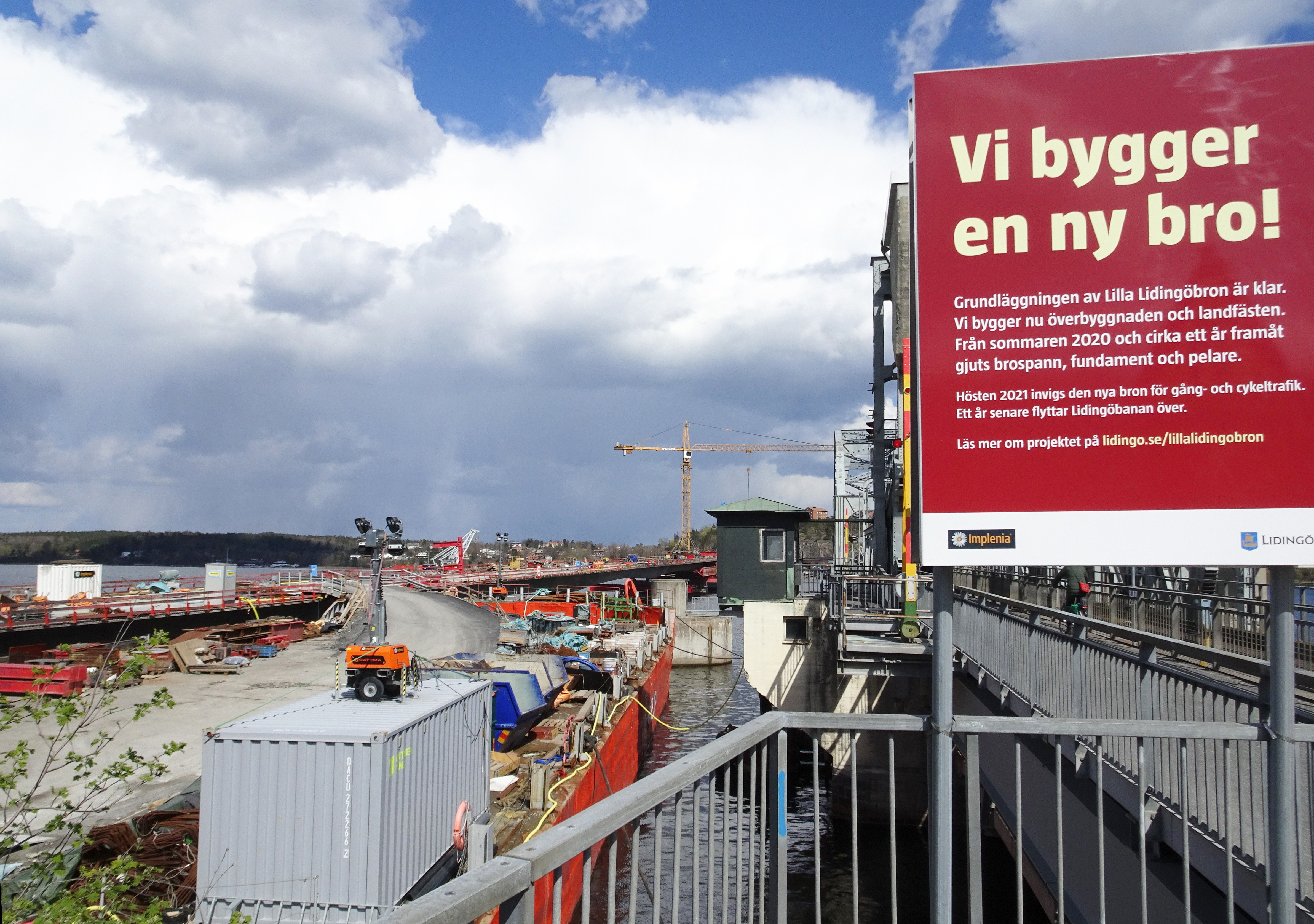
"Vi bygger en ny bro", maj 2021.
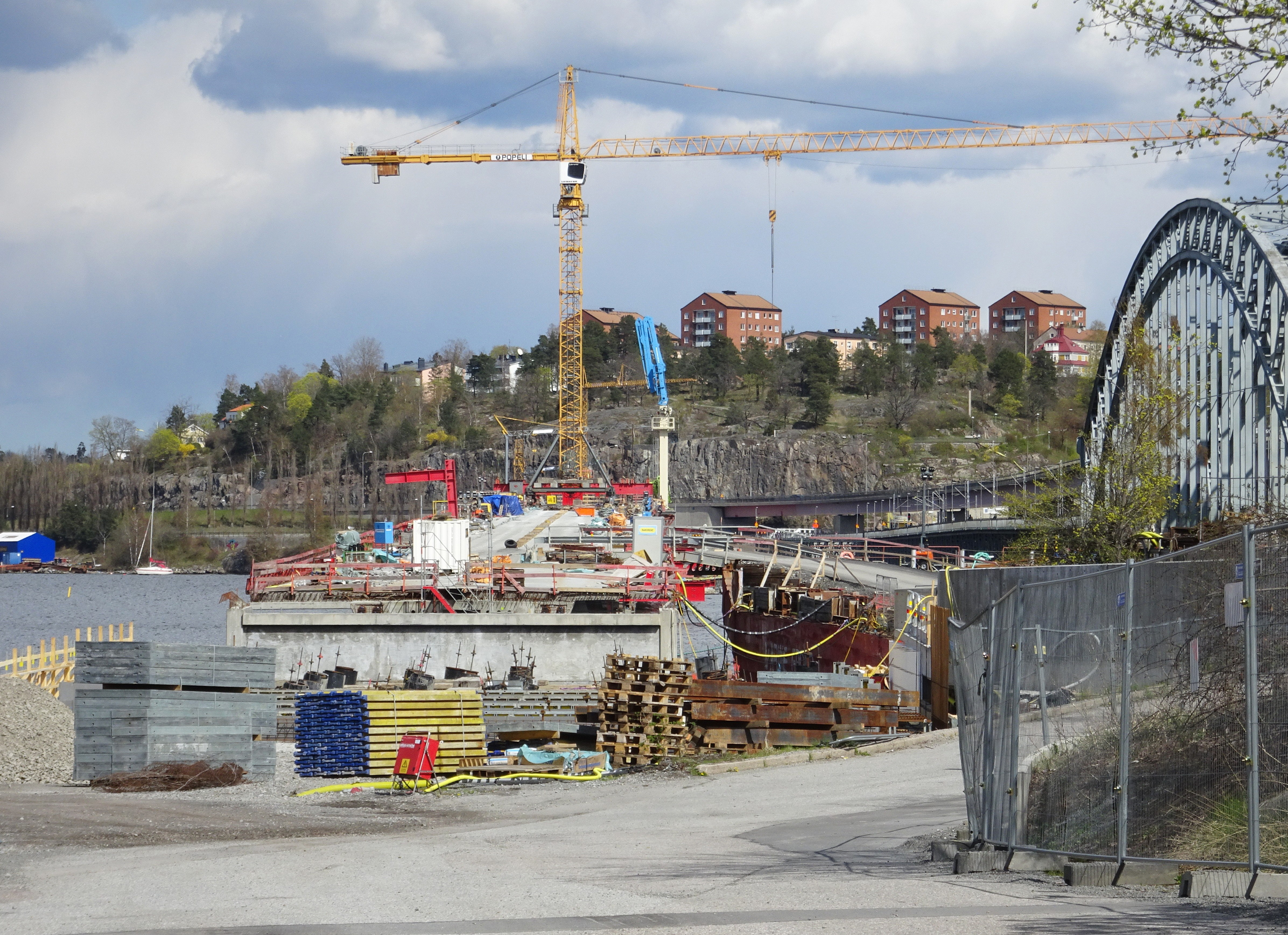
Landfäste på Stockholmssidan, maj 2021.
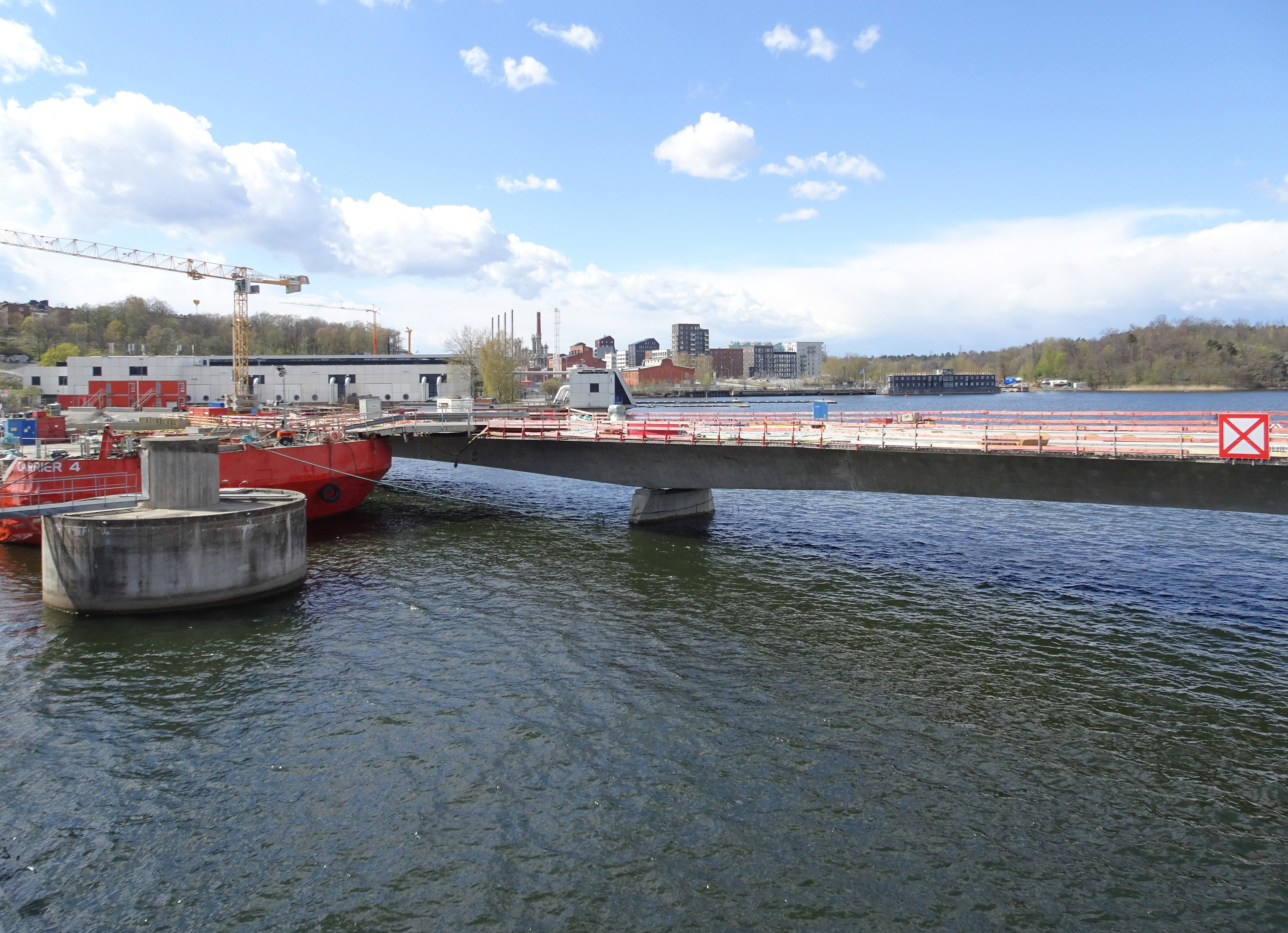
Brobygget i maj 2021.
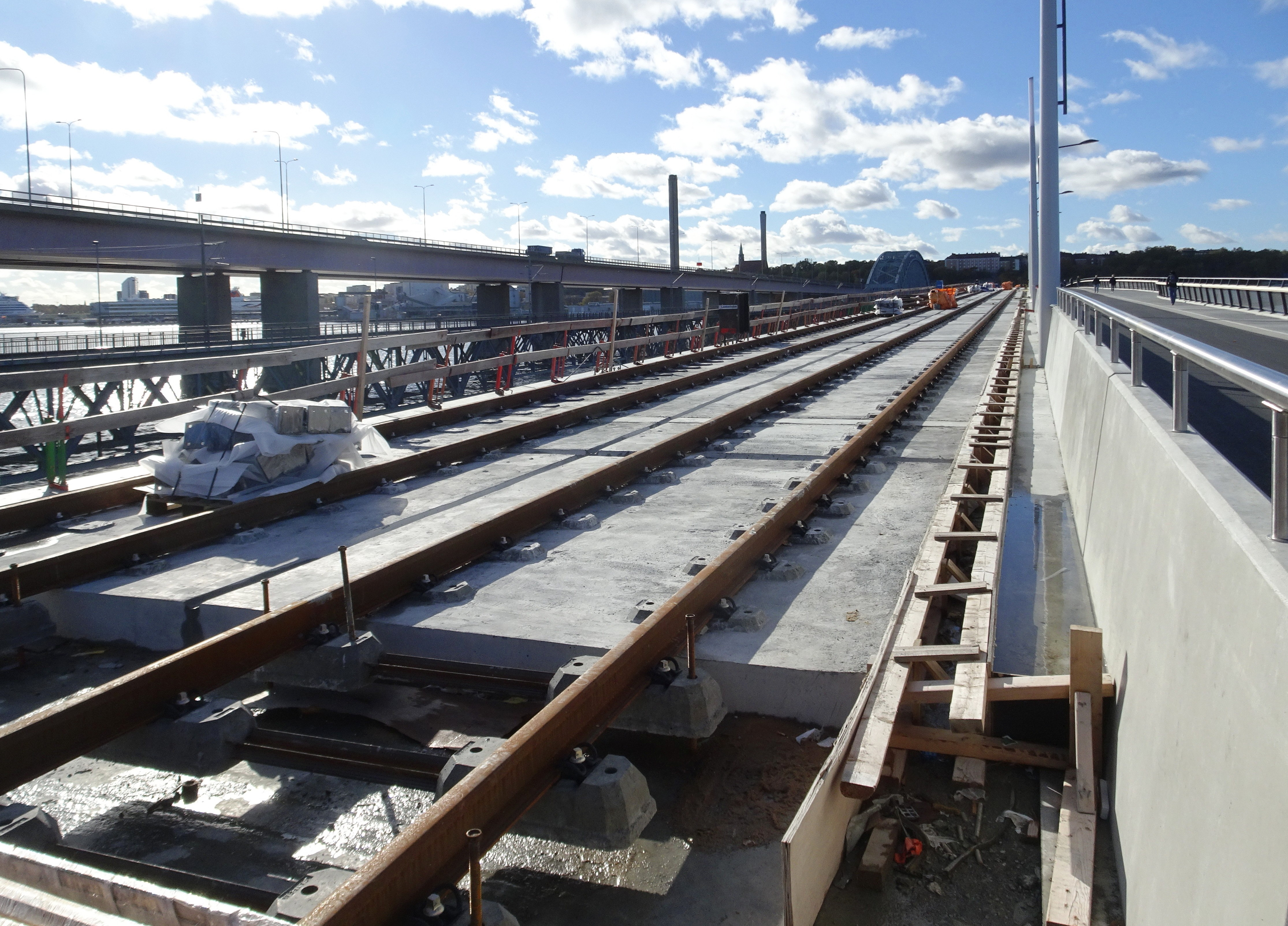
Spårarbeten i oktober 2022.

Lidingösidan
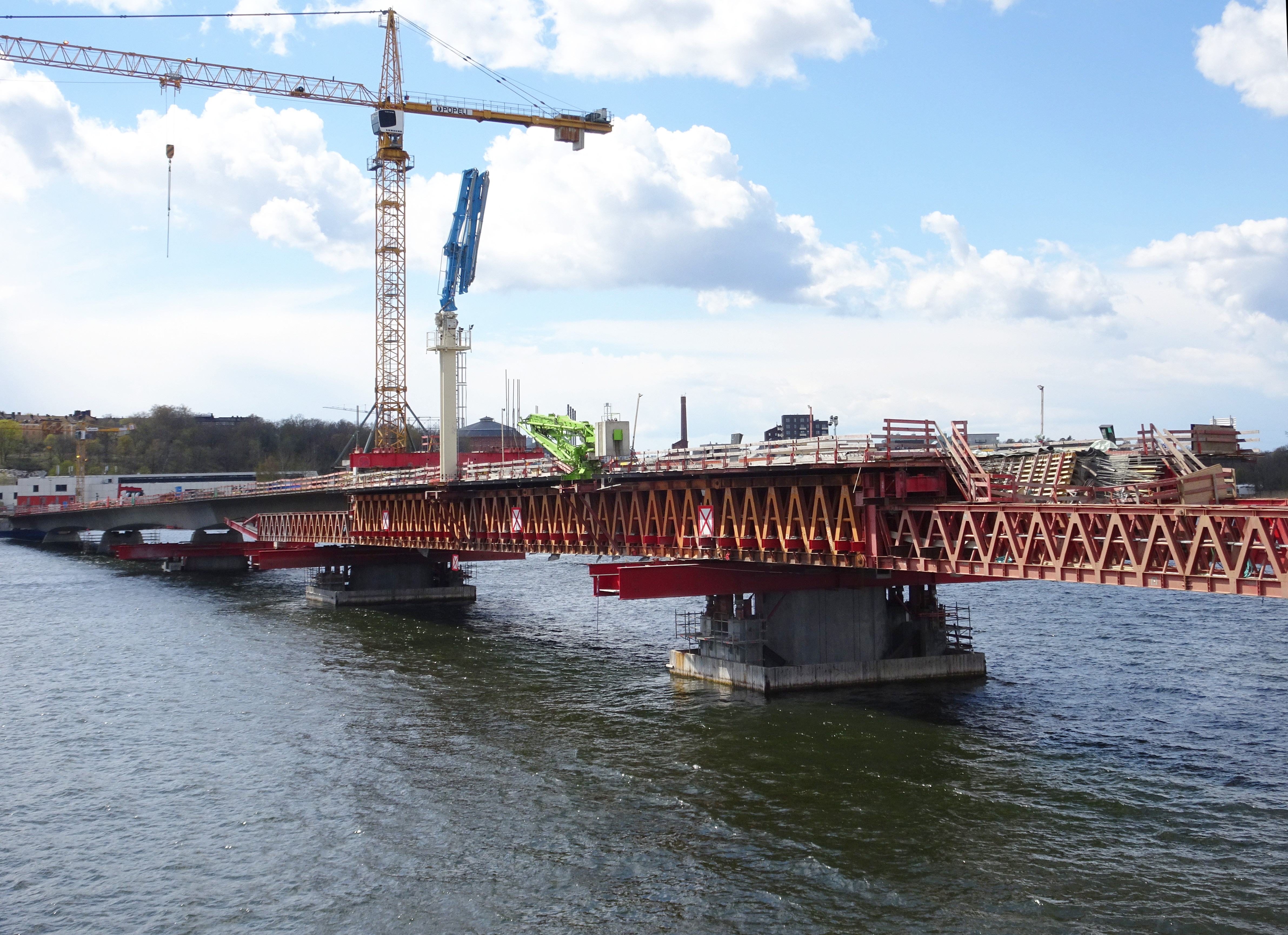
Formställningen av stålfackverk, maj 2021.
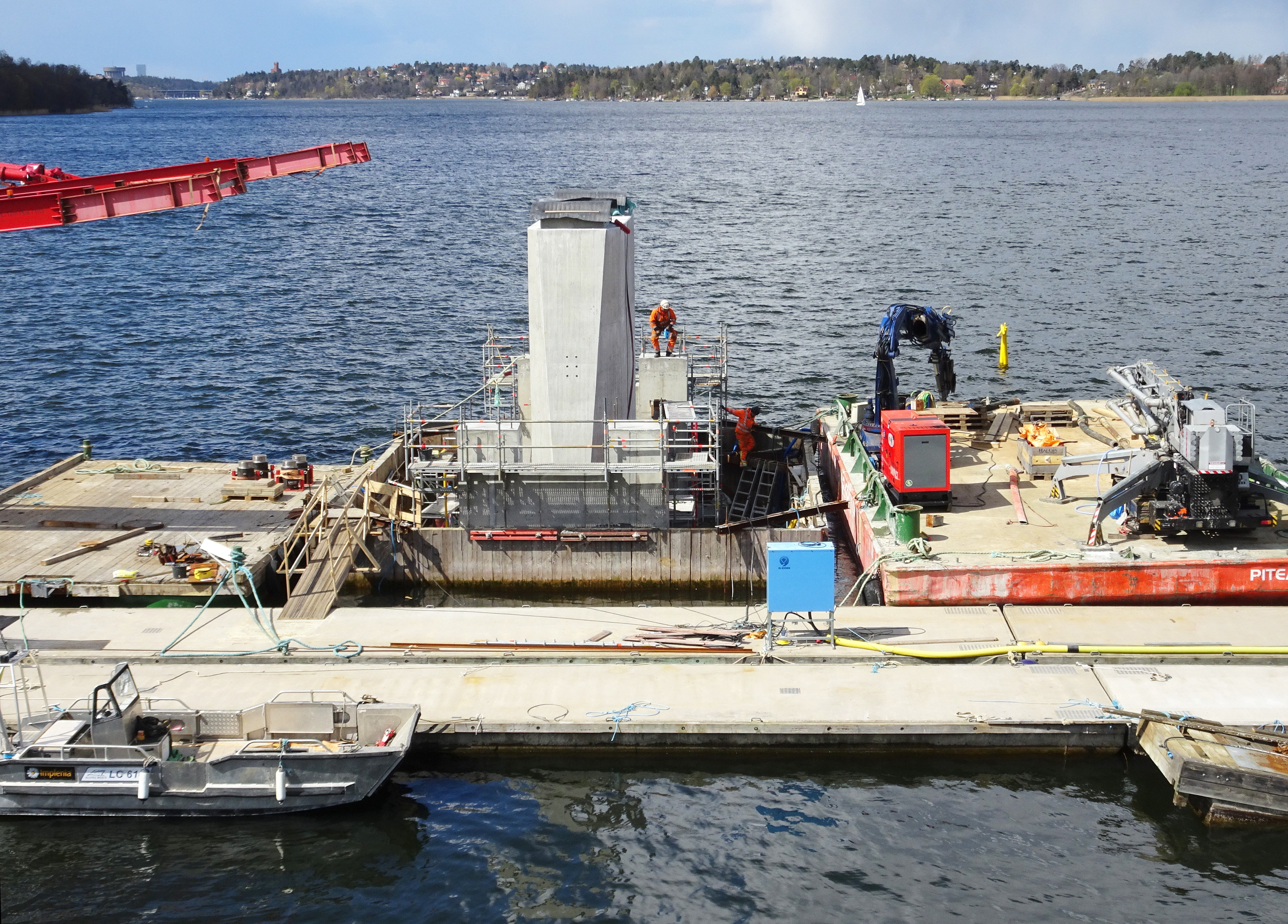
En av 16 bropelare, maj 2021.
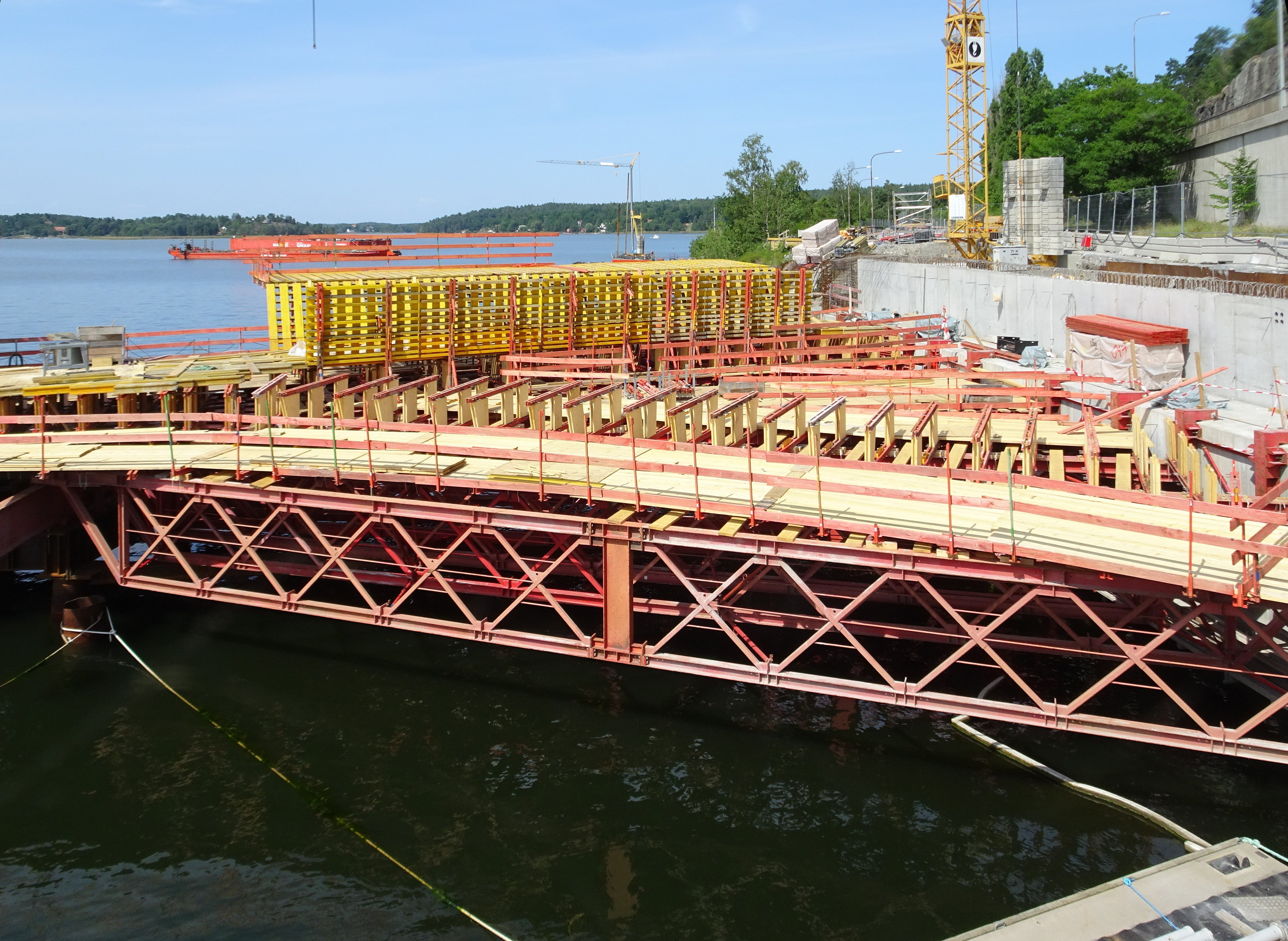
Landfäste i juli 2021.
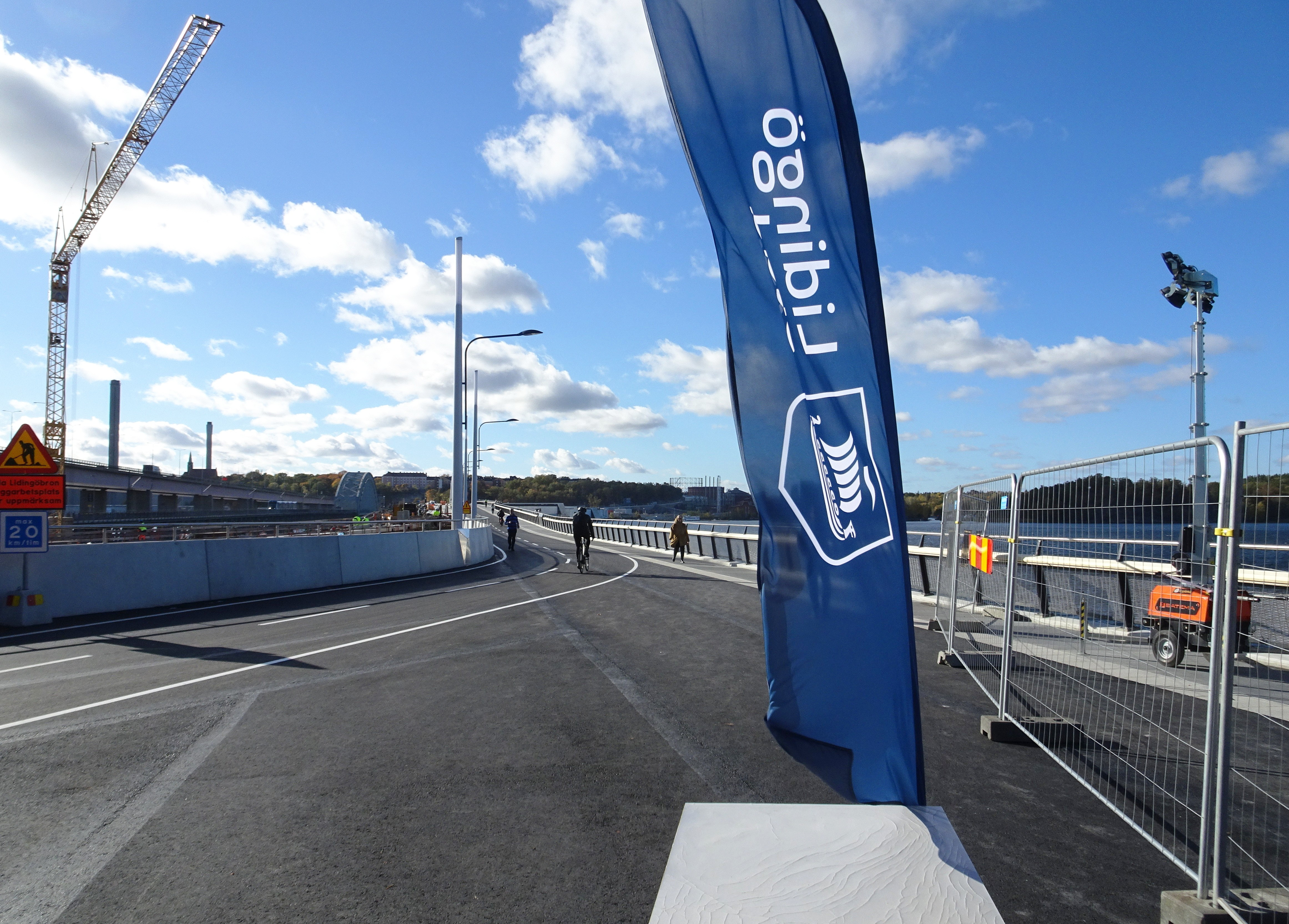
Gång- och cykelbanan den 11 oktober 2022.